# Gladiatore Borghese
Il Gladiatore Borghese è una scultura greca databile al I secolo a.C. circa, che, secondo quanto indicato sul piedestallo, sarebbe opera di Agasias, figlio di Dositeo; oggi è conservata nel Museo del Louvre di Parigi.

## Storia e descrizione
La statua fu portata alla luce da scavi casuali effettuati nel 1609 nel territorio dell'antica Antium, colonia latina prima e romana poi, che comprendeva i territori delle odierne Anzio e Nettuno, vicino a Roma.
Il capolavoro della scultura greca, al momento del ritrovamento, era ridotto in 17 frammenti, poi ricomposti nel 1611 dal primo restauro effettuato ad opera dello scultore Nicolas Cordier.
La statua è chiamata così perché appartenente alla Collezione Borghese, fino al 1808, quando fu venduta dal proprietario, il principe Camillo II Borghese, a suo cognato, Napoleone Bonaparte, per essere poi acquisita alle collezioni del Museo del Louvre di Parigi, dove attualmente è conservata ed esposta nella Galleria Daru insieme alle altre opere oggetto di spoliazioni napoleoniche. L'ultimo restauro è stato effettuato dal Dipartimento delle Antichità Greche, Etrusche e Romane del Museo del Louvre, nel periodo compreso tra aprile 1996 e giugno 1997.
Il Gladiatore, in equilibrio nello spazio, è ritratto nel gesto di proteggere sé stesso, dall'attacco dell'avversario, con il proprio scudo, probabilmente di bronzo ed un tempo attaccato al braccio sinistro in guardia.
La scultura di Agasias porta i segni inconfondibili dell'influenza di un altro grande scultore greco del periodo ellenistico, Lisippo, vissuto nel IV secolo a.C., e riprende proprio da lui, lo stile dell'eroismo atletico, però con il pathos (sentimento) del periodo ellenistico.
La qualità lineare dei lavori di Lisippo, tuttavia, viene da Agasias trasformata nella drammaticità dell'azione.
In questa opera meravigliosa, l'artista dimostra inoltre di aver una sorprendente conoscenza dell'anatomia del corpo umano, cosa alquanto rara per il tempo in cui egli visse.
La muscolatura guizzante del Gladiatore, la sua linea, il gesto atletico e l'armonia della figura, fu oggetto di studio e di ammirazione di un altro grande scultore italiano del neoclassicismo: Antonio Canova. È plausibile che tale statua fu presa a modello dal Bernini per il suo David.